# Rasir Bolton
Rasir Zias Bolton (Petersburg, Virginia; 27 de septiembre de 1999) es un baloncestista estadounidense que pertenece a la plantilla del KK Spartak Subotica de la ABA Liga. Con 1,91 metros de estatura, juega en la posición de base.

## Trayectoria deportiva

### Universidad
Jugó una temporada con los Nittany Lions de la Universidad Estatal de Pensilvania, en la que promedió 11,6 puntos, 2,0 rebotes y 1,5 asistencias por partido. Al término de la temporada fue transferido a los Cyclones de la Universidad Estatal de Iowa. Allí disputó dos temporadas, promediando 15,0 puntos, 4,0 rebotes y 3,3 asistencias por partido. En su segunda temporada con los Cyclones fue incluido en el tercer mejor quinteto de la Big 12 Conference.
El 30 de abril de 2021 fue transferido nuevamente, en esta ocasión a los Bulldogs de la Universidad Gonzaga, donde disputó dos temporadas más, en las que promedió 10,6 puntos, 2,2 rebotes y 2,4 asistencias por encuentro.

#### Estadísticas
| Año     | Equipo     | PJ  | PT  | MPP  | %TC  | %3P  | %TL  | RPP | APP | ROB | TPP | PPP  |
| ------- | ---------- | --- | --- | ---- | ---- | ---- | ---- | --- | --- | --- | --- | ---- |
| 2018–19 | Penn State | 32  | 9   | 26.9 | .383 | .361 | .876 | 2.0 | 1.5 | .6  | .1  | 11.6 |
| 2019–20 | Iowa State | 30  | 30  | 30.8 | .404 | .336 | .848 | 3.4 | 2.8 | 1.1 | .1  | 14.7 |
| 2020–21 | Iowa State | 21  | 20  | 33.0 | .459 | .314 | .843 | 4.8 | 3.9 | 1.3 | .1  | 15.5 |
| 2021–22 | Gonzaga    | 32  | 32  | 27.3 | .502 | .460 | .817 | 2.4 | 2.3 | .6  | .0  | 11.2 |
| 2022–23 | Gonzaga    | 37  | 37  | 26.1 | .438 | .388 | .782 | 1.9 | 2.5 | .8  | .1  | 10.1 |
| Total   | Total      | 152 | 128 | 28.4 | .433 | .378 | .837 | 2.7 | 2.5 | .8  | .1  | 12.3 |

### Profesional
Tras no ser elegido en el Draft de la NBA de 2023, el 23 de julio fichó por el Telenet Giants Antwerp de la BNXT League. Jugó una temporada, en la que promedió 17,8 puntos, 2,9 asistencias y 2,8 rebotes por partido, que le valieron para ser uno de los finalistas al galardón del MVP de la liga.
El 20 de junio de 2024 fichó por el KK Spartak Subotica de la ABA Liga. En noviembre fue elegido mejor jugador del mes de la liga.